# BioCentrum

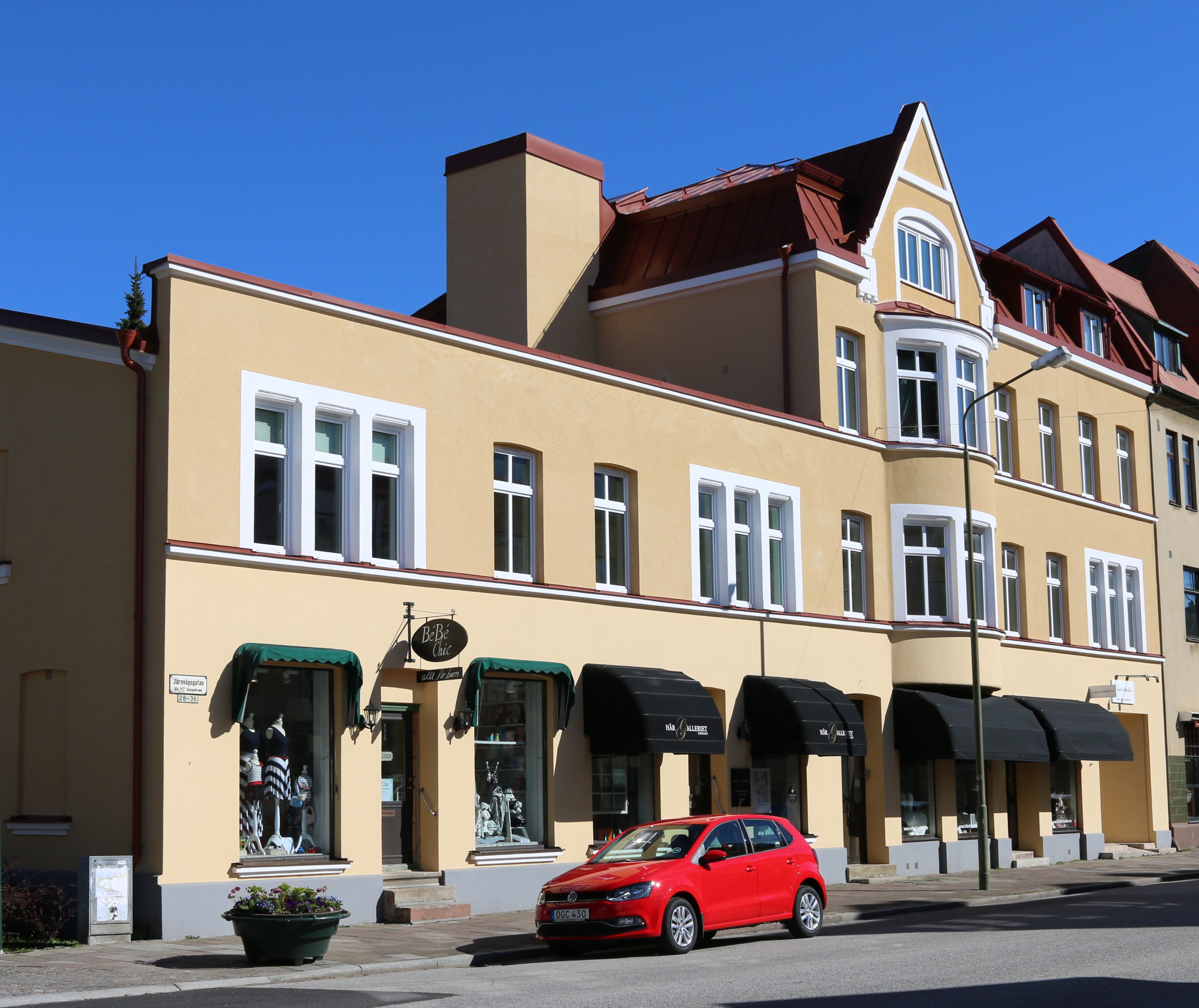
Huset där Biocentrum fanns.

BioCentrum var en biograf från 1916 belägen i stadsdelen Limhamn i Malmö. Filmverksamheten i denna, en av Sveriges äldsta kvarvarande biografer, pågick till slutet av 2011.

## 1900-talets biograf
Biografen öppnades 1916 av möbelhandlaren Sigurd Nilsson som Teaterbiograf Centrum och fick en ordentlig vidare upprustning på 1940-talet. Då sedermera ägaren Svensk Filmindustri i juni 1972 stängde biografen i likhet med många andra i spåren av den ökande konkurrensen från Sveriges Television, togs lokalerna något år senare över av Filmarkivet i Malmö i samarbete med Folkets Bio och fick det nya namnet Kino. Satsningen på smalare kvalitetsfilmer höll till april 1980, då Kino stängdes för att därefter återfå namnet Centrum och renoveras med 160 bekvämare fåtöljer och litet scengolv av nye ägaren Jan Wettergren, som drev den fram till stängningen 6 februari 1983. Därefter användes lokalerna till andra verksamheter till 2008.

## Bollywoodbiograf på 2000-talet
Efter 25 år utan filmverksamhet återöppnades biografen den 28 november 2008 under det nya namnet BioCentrum. Fram till slutet av 2011 drevs verksamheten BioCentrum i de gamla biograflokalerna, denna gång med inriktning på framför allt indisk film. Biografen räknas som Sveriges första så kallade Bollywoodbiograf men visade även vissa andra filmer. BioCentrum låg mitt emot regissören Jan Troells barndomshem, på Järnvägsgatan 28.
Verksamheten på 2000-talet drevs av Alexander Olin och Rafael Mohammed Bakrawi med en aktiv ideell medlemsförening, SLB (Stödföreningen Limhamn BioCentrum). Pianisten Alexander Olin inledde ofta filmvisningarna med en kortare pianostund och introduktion. I anslutning till biografen fanns också Thesalong & Café Tilda. På grund av problem med grannar, som ansåg sig störda av den publika verksamheten och därpå följande hyrestvister, tvangs verksamheten läggas ned i slutet av 2011.